# ウード3世 (ブルゴーニュ公)
ウード3世（フランス語：Eudes III, 1166年 - 1218年7月6日）は、ブルゴーニュ公（在位：1192年 - 1218年）。ユーグ3世の長男。母は父の最初の妻であったロレーヌ公マチュー1世の娘アリックス。

## 生涯
ウード3世は父親と異なり、イングランド王ジョンや神聖ローマ皇帝オットー4世と争っていたフランス王フィリップ2世を支援した。1214年7月27日のブーヴィーヌの戦いにも兵を率いて参加し、年代記によれば騎乗していた馬2頭を失うほどの勇戦ぶりを見せたという。また、ウード3世は1209年のアルビジョア十字軍でも重要な役割を演じた。深入りすることを嫌ったフィリップ2世に代わり、ウード3世が前線の指揮を執った。

## 子女
1194年、ポルトガル王アフォンソ1世の王女テレサ（フランドル伯フィリップ寡婦）と結婚したが、子女なく1195年に結婚を解消した。
次いで1199年、ヴェルジー領主ユーグとジレット・ド・トライネルの娘アリックスと結婚し、以下の子女をもうけた。
- ジャンヌ（1200年 - 1223年） - ウー伯ラウル2世と結婚[4]
- アリックス（1204年 - 1266年） - クレルモン伯およびオーヴェルニュのドーファン、ロベール1世（1262年没）と結婚[4]
- ユーグ4世（1213年 - 1271年） - ブルゴーニュ公（1218年 - 1271年）[3]
- ベアトリス（1216年 - ?） - アンベール3世・ド・トワール（1279年没）と結婚